# Storia delle isole britanniche
Le Isole britanniche hanno assistito a periodi intermittenti di conflitto e cooperazione tra le popolazioni che hanno occupato le varie parti di Gran Bretagna, Isola di Man, Irlanda, Guernsey, Jersey e le più piccole isole adiacenti.
Oggi queste isole contengono due stati sovrani: il Regno Unito e la Repubblica d'Irlanda. Vi sono inoltre tre Dipendenze della Corona britannica: il Baliato di Guernsey, il Baliato di Jersey e l'Isola di Man. Il Regno Unito costituito dall'Inghilterra, Irlanda del Nord,  Scozia e Galles, ognuno dei quali ha una propria storia, tranne per l'Irlanda del Nord che divenne indipendente solamente ad un certo punto tardivo della storia. La storia della formazione del Regno Unito è molto complessa ed articolata.
La Monarchia britannica fu capo di stato di tutti i paesi delle Isole britanniche, dall'Unione delle Corone nel 1603 fino alla dichiarazione d'indipendenza della Repubblica d'Irlanda nel 1949, nonostante il termine "Isole britanniche" non venne mai utilizzato nel 1603. Inoltre, dall'indipendenza della maggior parte dell'Irlanda, gli storici locali spesso evitano il termine Isole britanniche, a causa della complessità delle relazioni tra i popoli dell'arcipelago.